# Earl of Bothwell
Earl of Bothwell war ein erblicher britischer Adelstitel, der zweimal in der Peerage of Scotland geschaffen wurde.

## Verleihungen
Der Titel wurde erstmals am 17. Oktober 1488 für Patrick Hepburn, 3. Lord Hales geschaffen. Er hatte um 1484 von seinem Vater den Titel Lord Hales geerbt, der 1458 in der Peerage of Scotland geschaffen worden war. Der 4. Earl heiratete die schottische Königin Maria Stuart und wurde am 12. Mai 1567 zum Marquess of Fife und Duke of Orkney erhoben. Beim Sturz seiner Frau wurden ihm all seine Titel 1567 aberkannt.
Am 16. Juni 1581 wurden die Titel Earl of Bothwell und Lord Hales für James’ Neffen und Erben Francis Stewart, 2. Lord Darnley neugeschaffen. Je nach Lesart kann die Verleihung auch als Wiederherstellung der Titel erster Verleihung angesehen werden. Francis wird dann als 5. Earl gezählt. Francis führte seit 1563 auch den 1562 seinem Vater verliehenen Titel Lord Darnley. Die Titel sind seit 1592 verwirkt, als Francis wegen Mordes geächtet wurde.

## Liste der Lords Hales und Earls of Bothwell

### Lord Hales, erste Verleihung (1458)
- Patrick Hepburn, 1. Lord Hales (um 1410–um 1480)
- Adam Hepburn, 2. Lord Hales (um 1435–um 1484)
- Patrick Hepburn, 3. Lord Hales († 1508) (1488 zum Earl of Bothwell erhoben)

### Earls of Bothwell, erste Verleihung (1488)
- Patrick Hepburn, 1. Earl of Bothwell († 1508)
- Adam Hepburn, 2. Earl of Bothwell (1492–1513)
- Patrick Hepburn, 3. Earl of Bothwell († 1556)
- James Hepburn, 1. Duke of Orkney, 4. Earl of Bothwell (1535–1578) (Titel verwirkt 1567)

### Earls of Bothwell, zweite Verleihung (1587)
- Francis Stewart, 1. Earl of Bothwell (1563–1612) (Titel verwirkt 1592)